# Rivas Urbanizaciones (métro de Madrid)
Rivas Urbanizaciones est une station de la ligne 9 du métro de Madrid, en Espagne, située sur la commune de Rivas-Vaciamadrid.

## Situation sur le réseau
La station de métro se situe entre Puerta de Arganda et Rivas Futura.

## Histoire
La station Rivas Urbanizaciones est ouverte au public le 7 avril 1999 lors de l'ouverture d'une extension de la ligne 9 au-delà de Puerta de Arganda, le nouveau terminus étant alors à Arganda del Rey.
L'exploitant chargé de cette section de ligne est TFM.